# Hacker-Pschorr
Hacker-Pschorr is een Duits bier van lage gisting dat wordt gebrouwen in de Paulaner Brauerei in München, onderdeel van Brau Holding International.
Het bier werd oorspronkelijk gebrouwen bij de brouwerij Hacker-Pschorr Bräu te München. De brouwerij werd in 1979 eigendom van de Schörghuber Unternehmensgruppe en sinds 1998 wordt het bier enkel nog in de Paulaner brouwerij gebrouwen.
Hacker-Pschorr is een van de zes biermerken die geschonken mogen worden op het Oktoberfest in München.

## Varianten
- Hefe Weisse, blond tarwebier met een alcoholpercentage van 5,5%
- Dunkle Weisse, koperkleurig tarwebier met een alcoholpercentage van 5,5%
- Leichte Weisse, blond tarwebier met een alcoholpercentage van 3,2%
- Sternweisse, blond tarwebier met een alcoholpercentage van 5,5%
- Braumeister Pils, blond bier met een alcoholpercentage van 5%
- Münchener Gold, blond bier met een alcoholpercentage van 5,5%
- Münchener Kellerbier Anno 1417, ongefilterd blond Kellerbier met een alcoholpercentage van 5,5%
- Münchner Alkoholfrei - Naturtrübes Helles, blond bier met een alcoholpercentage van 0,5%
- Münchner Hell, blond bier met een alcoholpercentage van 4,9%
- Münchner Dunkel, roodbruin bier met een alcoholpercentage van 5%
- Münchner Radler, radler mixbier met citroenlimonade, met een alcoholpercentage van 2,5%
- Oktoberfest Märzen, amberkleurig bier met een alcoholpercentage van 6%
- Oktoberfestbier, blond bier met een alcoholpercentage van 6%
- Animator, Doppelbock met een alcoholpercentage van 8,1%
- Superior, winterbier met een alcoholpercentage van 6%